# Batalla de Santa María
La Batalla de Santa María fue un enfrentamiento librado el 14 de diciembre de 1819 a orillas del arroyo Santa María (también llamado Guirapuirá), afluente del río Ibicuy, en las Misiones Orientales, actual territorio de Río Grande do Sul, en el marco de la Invasión Portuguesa iniciada en 1816.
José Artigas planificaba invadir nuevamente el territorio portugués, como lo había hecho en 1816, y enfrentó con leve superioridad numérica a las tropas portuguesas que conducía el guerrillero Abreu, quien contaba con 600 soldados. La victoria artiguista fue total y forzó el retroceso de su adversario, pero no tuvo consecuencias militares importantes. El caudillo logró mantenerse en la zona, pese a los ataques portugueses, y entre el 17 y el 28 de diciembre se libraron varios combates con resultados indecisos. Sin embargo, la victoria duró poco: los 400 soldados comandados por el teniente Pedro González, que intentaron perseguir a los vencidos, fueron rechazados por el mariscal portugués Cámara. El plan de contraataque artiguista fue fácilmente rechazado y el caudillo, batido pocos días después en Belarmino, retrocedió al territorio Oriental.
- Datos: Q5722954
- Multimedia: Batalla de Santa María / Q5722954